# Horatio Bisbee

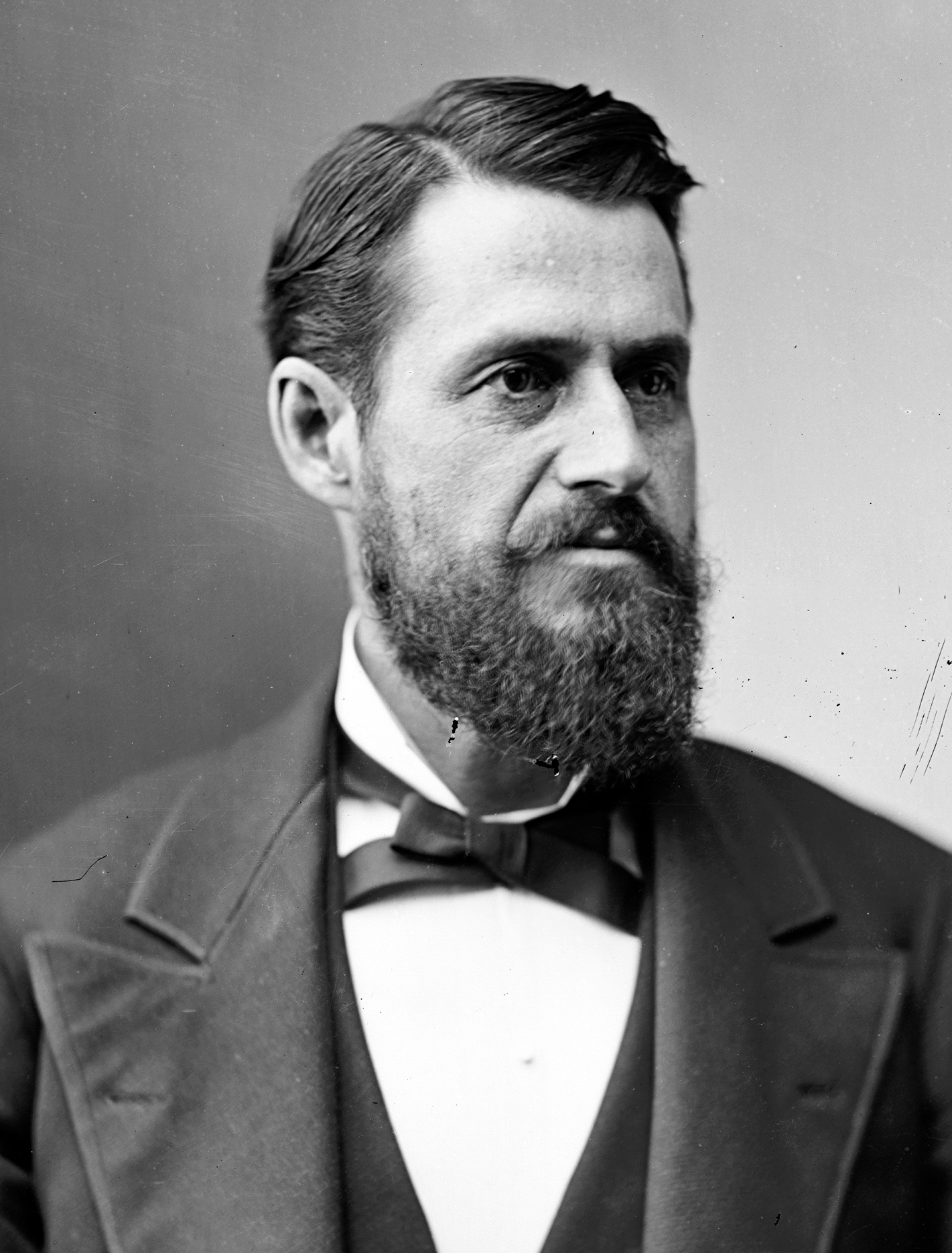
Horatio Bisbee

Horatio Bisbee Jr. (* 1. Mai 1839 in Canton, Oxford County, Maine; † 27. März 1916 in Dixfield, Maine) war ein US-amerikanischer Politiker. Zwischen 1877 und 1885 vertrat er mehrfach den Bundesstaat Florida im US-Repräsentantenhaus.

## Werdegang
Horatio Bisbee besuchte die öffentlichen Schulen seiner Heimat und danach das Tufts College in Medford (Massachusetts). Zwischen 1861 und 1863 nahm er als Offizier im Heer der Union am Bürgerkrieg teil. Dabei brachte er es bis zum Oberst. Im Jahr 1863 zog er nach Illinois. Nach einem Jurastudium und seiner im Jahr 1864 erfolgten Zulassung als Rechtsanwalt begann er ab 1865 in Jacksonville (Florida) in seinem neuen Beruf zu arbeiten. Zwischen 1869 und 1873 war er Bundesstaatsanwalt für den nördlichen Teil von Florida. Für eine kurze Zeit amtierte er auch als Attorney General dieses Staates. Politisch wurde Bisbee Mitglied der Republikanischen Partei.
Bei den Kongresswahlen des Jahres 1876 wurde er im ersten Wahlbezirk von Florida in das US-Repräsentantenhaus in Washington, D.C. gewählt, wo er am 4. März 1877 die Nachfolge von William J. Purman antrat. Das Wahlergebnis wurde aber von seinem Demokratischen Gegenkandidaten Jesse Johnson Finley angefochten. Nachdem diesem Einspruch stattgegeben worden war, musste er sein Mandat am 20. Februar 1879, zwei Wochen vor dem Ende der Legislaturperiode, an Finley abtreten.
Im Jahr 1878 kandidierte Bisbee im zweiten Distrikt von Florida erfolglos gegen den Demokraten Noble A. Hull. Diesmal legte Bisbee gegen den Ausgang der Wahl Widerspruch ein. Diesem wurde am 22. Januar 1881 entsprochen. Damit konnte er die letzten Wochen der laufenden Legislaturperiode im Kongress beenden. Bei den Kongresswahlen des Jahres 1880 unterlag Bisbee im zweiten Wahlbezirk seinem alten Rivalen Jesse Finley. Bisbee legte auch gegen dieses Ergebnis Widerspruch ein und konnte, nachdem er im Kongress Recht bekommen hatte, am 1. Juni 1882 das Mandat übernehmen. Nach einer Wiederwahl verblieb er bis zum 3. März 1885 im US-Repräsentantenhaus. Im Jahr 1884 wurde er nicht bestätigt.
Nach seinem Ausscheiden aus dem Kongress zog sich Horatio Bisbee aus der Politik zurück. In den folgenden Jahren praktizierte er wieder als Anwalt. Er starb am 27. März 1916 in Dixfield.